# Adrian Petroșanu
Adrian Petroșanu (ur. 8 września 1924 w Devie) – rumuński koszykarz. Reprezentant kraju na igrzyskach olimpijskich w 1952 w Helsinkach. Na igrzyskach olimpijskich zagrał w obu meczach, w meczu z Kanadyjczykami zdobył 2 a w meczu z Włochami zdobył 4 punkty.